# Èze
Èze település Franciaországban, Alpes-Maritimes megyében. Lakosainak száma 2155 fő (2022. január 1.). Èze Cap-d’Ail, Nizza, La Trinité, La Turbie és Villefranche-sur-Mer községekkel határos.

## Népesség
A település népességének változása:
| Lakosok száma | 1792 | 2063 | 2446 | 2932 | 2526 | 2343 | 2239 | 2256 | 2222 | 2155 |
|               | 1968 | 1982 | 1990 | 2006 | 2013 | 2015 | 2017 | 2019 | 2020 | 2022 |